# Wopli Widopljassowa
Wopli Widopljassowa (ukrainisch Воплі Відоплясова, englisch Vopli Vidopliassova) ist eine ukrainische Band, die Jazz, Folk, Hardcore Punk und andere Stile in ihre Musik kombiniert. Ihr Lied „Den Narodschennja“ ist in dem Film Der Bruder des russischen Regisseurs Alexei Balabanow und dessen Fortsetzung vertreten. Bandmitglied Oleh Skrypka hat selbst mehrere Soloalben veröffentlicht.
Die Band war im Februar 2010 zum ersten Mal auf einer Tour in Deutschland.

## Diskografie

### Alben
- 198?: VV, Cassette
- 1989: Tantsi (Танці), Cassette
- 1990: Hej, Ljubo! (Гей, Любо!), Cassette
- 1992: Abo Abo (Або Або)
- 1994: "Krajina Mrij (Країна Мрій)
- 1995: Sakustyka (Закустика)
- 1995: Zhyttja v Bordo 1991 (Життя В Бордо 1991), Cassette
- 1997: Krajina Mrij (Remixed) (Країна Мрій)
- 1997: Musyka (Музіка)
- 2000: Khvyli Amura (Хвилі Амура)
- 2002: Fajno (Файно)
- 2006: Buly eänky (Були Деньки)
- 2008: Na szseni festyvalju Rok-Sitsch, live (На Сцені Фестивалю Рок-Січ)
- 2013: Tschudowyj Swit (Чудовий Світ)

### Singles und EPs
- 1996: Musika (Музіка)
- 1998: Lyubov (Любовь)
- 2000: Karolyna (Каролина)
- 2001: Den Narodzhennya (День Народження)
- 2001: Mamay (Мамай)
- 2001: Svit (Світ)
- 2008: Himn-Slaven Ukrajini (Гімн-Славень України)
- 2008: Lado (Ладо)
- 2009: Chio Chio San (Чіо Чіо Сан)

### DVDs
- 2007: Videokollektion (DVD)
- 2008: Videokollektion (Collector’s Edition, 2 DVDs)

### Beiträge zu Kompilationen
- 2011: Budzma! Tuzin. Perasagruzka-2 (mit dem Song Краіна мрой)